# Béatrice d'Anjou
Béatrice d'Anjou (ou Beatrice d'Angiò-Sicilia), née en 1295 et morte en 1321, est une princesse de la maison d'Anjou-Sicile, dame de Ferrare, de Modène et de Reggio puis comtesse d'Andria par ses deux mariages.
Béatrice d'Anjou est le 14e enfant de Charles II d'Anjou et de Marie de Hongrie.
En 1305, à un âge déjà avancé, Azzo VIII d'Este († 1308) épouse la jeune Béatrice âgée de 10 ans. Pour ce mariage, Azzo VIII doit payer le prix fort, se contentant d’une dot modeste et versant par contre à son futur beau-père 51 000 florins, à investir dans les domaines de la maison d'Este. Ils ont un enfant, Fresco d'Este († 1309).
Béatrice d'Anjou se remarie en 1309 à Bertrand III des Baux († 1351), comte d'Andria. Ils ont une fille, Marie des Baux (vers 1319-mars 1347).

### Articles Connexes
- Duché d'Andria